# Delegationen
Delegationen var en 1909 upprättad styrelse för tre liberala danska partier (två fraktioner inom Venstrereformpartiet och Det Moderate Venstre. 
Året därpå bildade de tre partierna bakom Delegationen en gemensam riksdagsgrupp, med namnet Venstre. 
Partiet Venstre fick dock först en landsorganisation 1929.